# پارکمن (اوهایو)
پارکمن (به انگلیسی: Parkman) یک منطقهٔ مسکونی در ایالات متحده آمریکا است که در شهرستان جی‌آگو، اوهایو واقع شده‌است.